# Pyramica ornata
Pyramica ornata är en myrart som först beskrevs av Mayr 1887.  Pyramica ornata ingår i släktet Pyramica och familjen myror. Inga underarter finns listade i Catalogue of Life.

## Bildgalleri